# Nashville
För andra betydelser, se Nashville (olika betydelser).

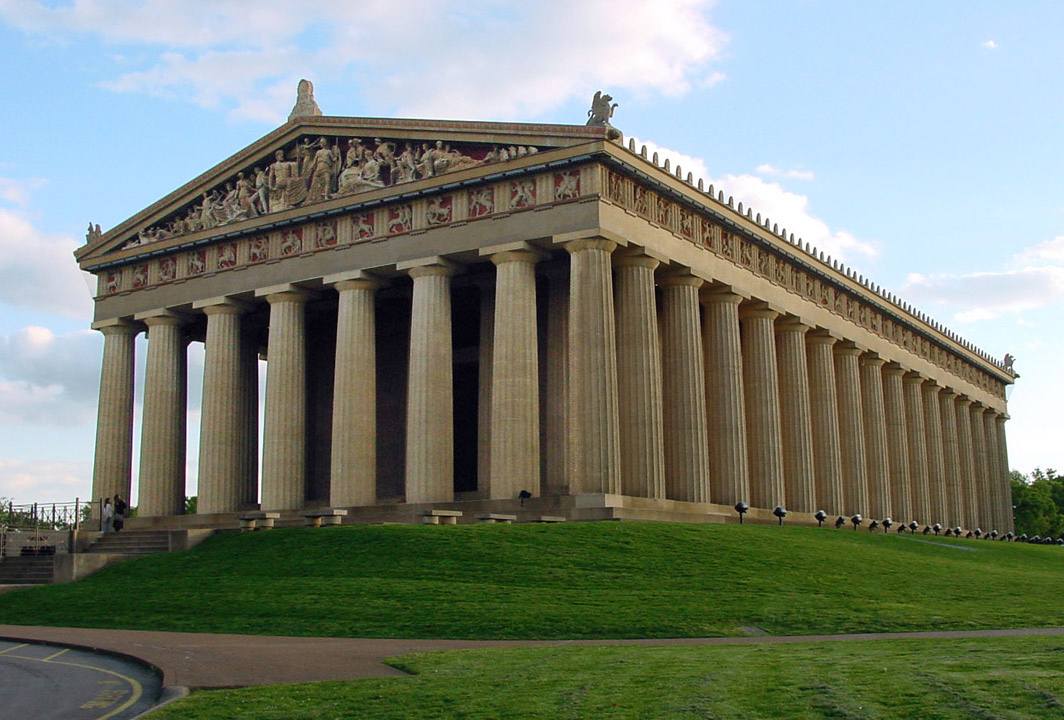
Parthenon i Centennial Park

Nashville, egentligen Nashville–Davidson, är huvudstad i delstaten Tennessee i USA, och delstatens folkrikaste stad. Den har en yta av 1 362,6 km² och en befolkning som 2012 uppgick till cirka 636 500 invånare; år 2019 bodde 1,9 miljoner invånare i storstadsområdet. Staden är belägen vid Ohio-bifloden Cumberland River. Nashville är centrum för countrymusiken och har en omfattande grammofonindustri, även om den största näringen är hälso- och sjukvård.
I Nashville finns Country Music Hall of Fame.

## Historia
År 1779 byggde en grupp pionjärer från North Carolina fortet Nashborough som fick sitt namn efter den amerikanske revolutionsgeneralen Francis Nash. 1784 döpte de om det lilla samhället till Nashville. Med sin placering vid handelsvägen Natchezstråkets (Natchez Trace) mynning blev Nashville snabbt en livlig skeppningsplats för bomull. 1843 blev Nashville statens huvudstad.
Efter inbördeskriget utvecklades Nashville som handelscentrum och under 1920-talet inleddes vad som skulle komma att bli centrum för country och westernmusik. Ett radioprogram som hette Grand Ole Opry och sändes över hela nationen startade 1925.

## Music City USA
Tennessees huvudstad kallas också för Music City USA. Med undantag från New Orleans kan knappast någon annan stad i USA mäta sig med Nashville när det gäller musikprägeln. Det är countrymusikens och populärmusikens absoluta Mecka. Hit flygs och bussas turister för musikens skull.

Nashville är staden där Grand Ole Opry uppstod. Söderns egen ladugårdsopera är en i det närmaste unik musikföreteelse. Här uppträder de unga förväntansfulla tillsammans med de redan etablerade i allt sitt glitter, och besökarna njuter och laddar de mänskliga batterierna till musik. Musiken har haft stort inflytande på Nashville och många investeringar som gjorts i staden har påverkats av musiklivet. Gaylord Opryland (tidigare Opryland Hotel) är ett sådant exempel, en hotellvärld utan motstycke med tropiska inomhusträdgårdar på flera tunnland, porlande bäckar och vinande vattenfall.

I Nashville finns den amerikanska populärmusikens vagga. Längs den lilla gatstumpen Printers Alley kantas gatan av små musikklubbar. Det spelas blues i en, country i en annan och jazz i en tredje. I en av dem låg Jimmy Hydes smått legendariska Carousel Club. Här föddes mycket av den musik och det sound som kom att prägla musikinspelningarna i Nashville. Här fanns den nödvändiga spelmansglädjen bland de musiker som, i slutet på 1950-talet, samlades här på kvällarna. Här fanns pianisten Floyd Cramer, countrygitarristen Chet Atkins, jazzgitarristen Hank Garland, jazzviolinisten Brenton Banks, tenorsaxofonisten Boots Randolph liksom basisten Bill Black och flera andra. Vibrafonisten Gary Burton startade som 17-årigt underbarn sin bana här efter att ha ”upptäckts” av Boots Randolph.

Nashville sjuder av musik. De som inte spelar inomhus spelar ute på gatan, en trumkvartett kan sitta på gatan och spela på modifierade hinkar i ett crescendo av rytmer. På dansgolvet inne på en krog lär besökarna sig line dance inför jublande publik.

På Cumberlandfloden flyter den majestätiska hjulångaren General Jackson fram och från fartyget hörs oftast musik. Ombord på ett museitåg avnjuter andra kvällsmiddagen, till musik. Nashville är för många amerikaner lika med musik.

## Sevärdheter
The Parthenon är världens enda fullskalemodell av det grekiska Parthenontemplet. Inuti templet finns stadens konstmuseum, där bland annat världens största inomhusstaty finns, i form av en 12,6 m hög replik av Fidias berömda kryselefantinstaty av Athena Parthenos.

## Sport
- Tennessee Titans - NFL, amerikansk fotboll
- Nashville Predators - NHL, ishockey

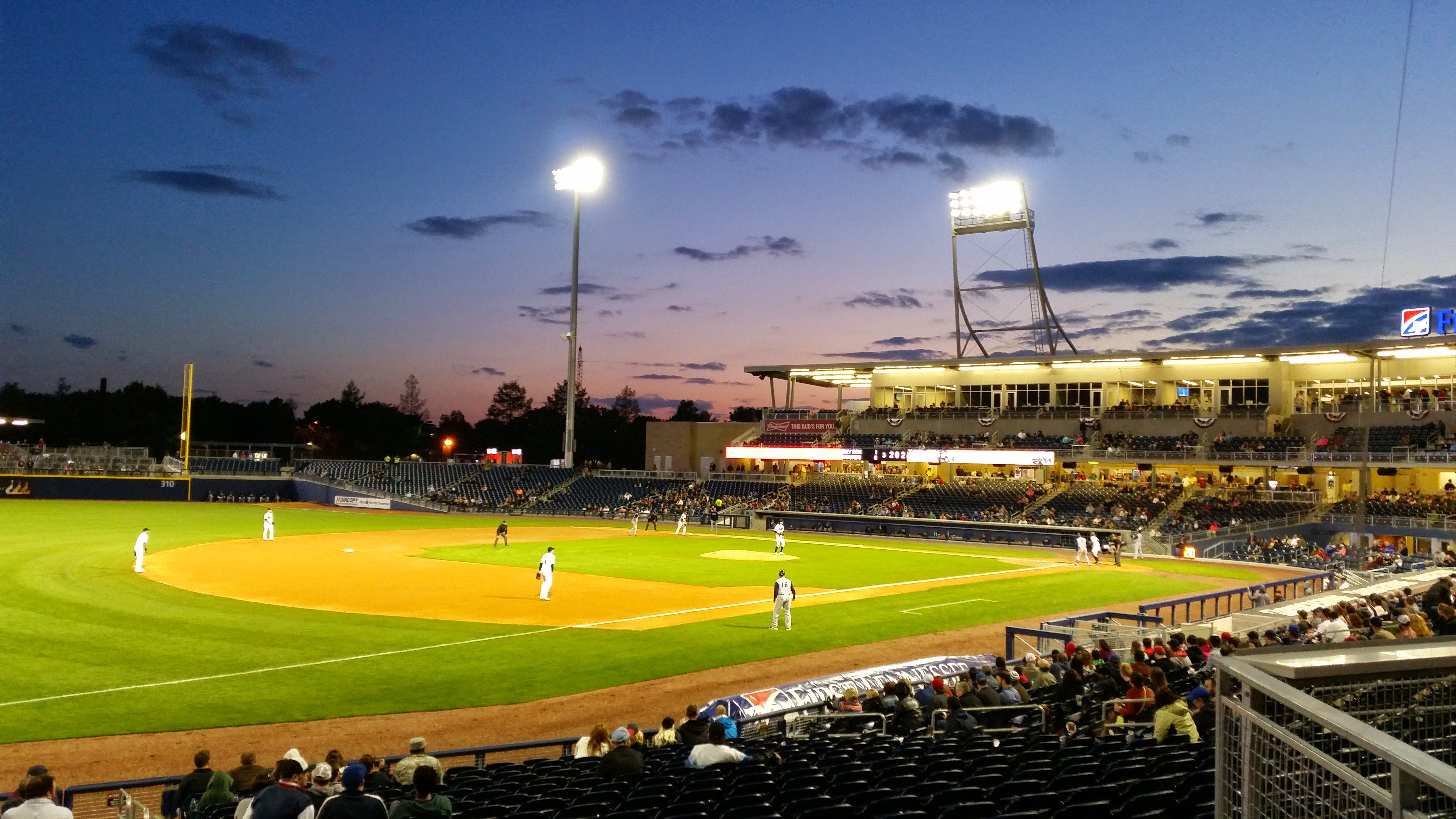
First Horizon Park

- Nashville Sounds - PCL, BasebollFirst Horizon Park